# Hrvatski rukometni kup za žene 2014./15.
Hrvatski rukometni kup za žene za sezonu 2014./15. je osvojila Podravka Vegeta iz Koprivnice.

## Rezultati

### Osmina završnice
| klub1                 | rez.    | klub2                      |
| --------------------- | ------- | -------------------------- |
| Murvica Crikvenica    | 21:35   | Zelina (Sveti Ivan Zelina) |
| Samobor               | 29:28   | Trešnjevka Zagreb          |
| Brod (Slavonski Brod) | 16:43   | Sesvete Agroproteinka      |
| Ivanić (Ivanić-Grad)  | 16:39   | Podravka Vegeta Koprivnica |
| Koka Varaždin         | 24:27   | Zamet Rijeka               |
| Osijek                | 0:10 bb | Lokomotiva Zagreb          |
| Split 2010            | 29:30   | Umag                       |
| TVIN Virovitica       | 26:27   | Split                      |

### Četvrtzavršnica
| klub1                 | rez.  | klub2                      |
| --------------------- | ----- | -------------------------- |
| Sesvete Agroproteinka | 26:31 | Podravka Vegeta Koprivnica |
| Split                 | 19:30 | Zamet Rijeka               |
| Umag                  | 37:22 | Samobor                    |
| Lokomotiva Zagreb     | 25:24 | Zelina (Sveti Ivan Zelina) |

### Završni turnir
Igrano u Umagu 14. i 15. svibnja 2015.
| klub1                      | rez.          | klub2             |
| poluzavršnica              | poluzavršnica | poluzavršnica     |
| -------------------------- | ------------- | ----------------- |
| Podravka Vegeta Koprivnica | 32:18         | Umag              |
| Lokomotiva Zagreb          | 27:23         | Zamet Rijeka      |
|                            |               |                   |
| za 3. mjesto               |               |                   |
| Umag                       | 23:26         | Zamet Rijeka      |
|                            |               |                   |
| za pobjednika              |               |                   |
| Podravka Vegeta Koprivnica | 32:24         | Lokomotiva Zagreb |

## Poveznice
- 1. HRL za žene 2014./15.
- 2. HRL za žene 2014./15.
- 3. HRL za žene 2014./15.